# Prêmio Cinematográfico de Hong Kong para Melhor Roteiro

O Prêmio Cinematográfico de Hong Kong para Melhor Roteiro é um prêmio apresentado anualmente pelo Prêmios Cinematográficos de Hong Kong para melhor roteiro num filme de Hong Kong. Desde 2016 o atual detentor é Philip Yung Tsz Kwong pelo filme Port of Call.

## Ligações Externas
- Sitio Oficial dos Prêmios Cinematográficos de Hong Kong em Inglês